# میانگره
سگ میانگره، موت یا سگ مخلوط به سگی گفته می شود که به یک نژاد رسمی رسمیت یافته تعلق ندارد و شامل آنهایی می شود که حاصل پرورش عمدی هستند. اگرچه گاهی اوقات اصطلاح سگ نژاد مخلوط ترجیح داده می شود، بسیاری از میانگره ها اجداد اصیل شناخته شده ای ندارند. سگ های دو رگه، و "سگ های طراحی شده"، در حالی که ترکیبی از نژادها هستند، در پرورش عمدی با نژادهای مخلوط تفاوت دارند.
نژادهای مختلط ارزش تجاری کمتری نسبت به سگ‌های تک نژادی دارند، اما کمتر مستعد ابتلا به مشکلات سلامت ژنتیکی مرتبط با همخونی هستند  و علاقه‌مندان و مدافعانی دارند که آن‌ها را به  سگ‌های نژاد ترجیح می‌دهند.

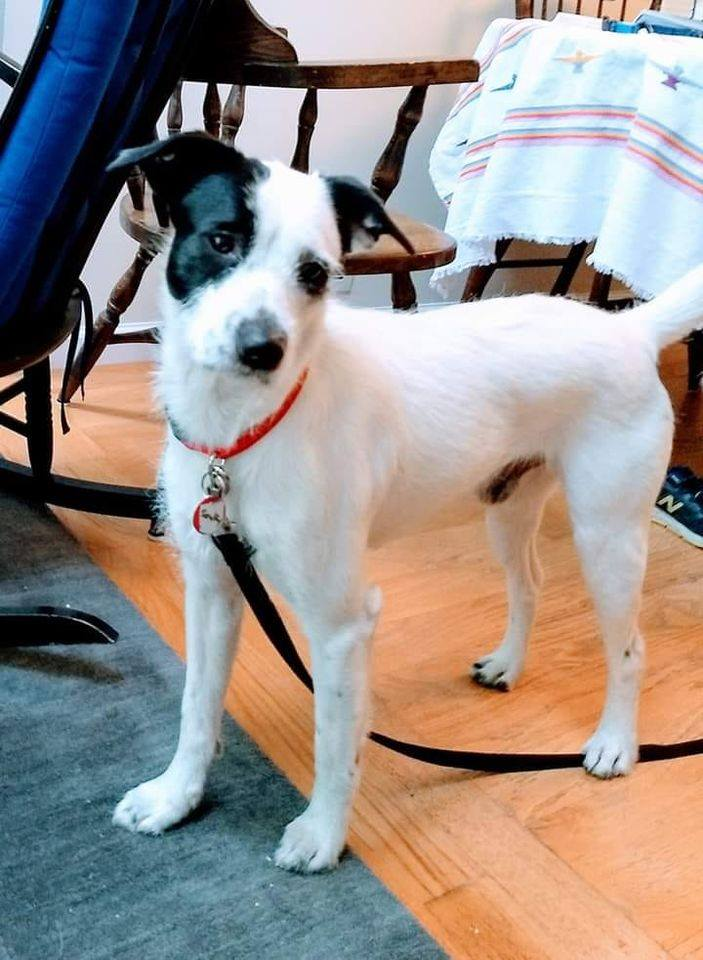
سگی از هفت نژاد که آزمایش دی ان ا آنرا کشف کرد.

## واژه
معادل انگلیسی Mongrel از ریشه meng بمعنای مخلوط شده است که تقریبا معادل میان در فارسی است. گره بمعنی همراهی و اختلاط  و هم خانواده لفظ گروه است برای همین میان+گره انتاب شد.